# Hestimoides compactus
Hestimoides compactus là một loài bọ cánh cứng trong họ Cerambycidae.